# Matayba domingensis
Matayba domingensis ist ein Baum in der Familie der Seifenbaumgewächse aus der Karibik, aus Kuba, der Dominikanischen Republik, Haiti und Puerto Rico.

## Beschreibung
Matayba domingensis wächst als immergrüner Baum bis etwa 18 Meter hoch. Der Stammdurchmesser erreicht 45 Zentimeter. Die braune Borke ist relativ glatt.
Die wechsel- bis fast gegenständigen und gestielten, kurzen Laubblätter sind paarig gefiedert mit bis zu 8 Blättchen. Der Blattstiel ist bis 5,5 Zentimeter lang. Die kurz gestielten, kahlen, dickledrigen und ganzrandigen, stumpfen bis abgerundeten Blättchen sind verkehrt-eiförmig bis elliptisch mit keilförmiger bis spitzer Basis sowie bis 8–9 Zentimeter lang. Die kurzen Blättchenstiele sind bis 8 Millimeter lang. Die Nebenblätter fehlen.
Matayba domingensis ist zweihäusig polygam-diözisch. Es werden achselständige und kurze, leicht behaarte Rispen gebildet. Die sehr kleinen, eingeschlechtlichen oder zwittrigen, grünlich-gelben, 4–5-zähligen Blüten mit doppelter Blütenhülle sind kurz gestielt. Die 2 Millimeter langen und fein behaarten, knapp verwachsenen Kelchblätter sind dreieckig. Die weißlichen und behaarten Petalen sind nur sehr klein. Die etwa 8 langen Staubblätter der männlichen Blüten sind vorstehend, mit behaarten Staubfäden. Es ist ein fein behaarter, oberständiger und kurzer Stempel mit zwei-, dreizähniger Narbe ausgebildet. Es ist ein fleischiger Diskus vorhanden. Bei den männlichen Blüten ist ein reduzierter Pistillode vorhanden, bei den weiblichen Staminodien mit Antheroden.
Es werden herzförmige, meist zweilappige, seitlich zusammengedrückte, an der Basis kragenförmig verengte und ein- bis zweisamige, etwa 1 Zentimeter große, rot-braune, hartledrige, bespitzte Kapselfrüchte mit beständigem Kelch gebildet. Die glänzenden bis 6–8 Millimeter großen, eiförmigen bis ellipsoiden Samen sind schwarz.

## Taxonomie
Das Basionym wurde 1824 durch Augustin Pyramus de Candolle als Ratonia domingensis in Prodromus Systematis Naturalis Regni Vegetabilis ... Band 1 Seite 618 erstbeschrieben. Die Art wurde 1879 durch Ludwig Radlkofer in Sitzungsberichte der mathematisch-physikalischen Classe der Königlichen Bayerischen Akademie der Wissenschaften zu München Band 9 Seite 624 als Matayba domingensis (DC.) Radlk. in die Gattung Matayba gestellt. Der Gattungsname erklärt sich aus dem Volksnamen in der Karibik Matabaiba.

## Verwendung
Das schwere, harte, aber nicht besonders beständige Holz wird genutzt.